# Saḩāb
Saḩāb är en departementshuvudort i Jordanien.   Den ligger i guvernementet Amman, i den centrala delen av landet, 11 km sydost om huvudstaden Amman. Saḩāb ligger 872 meter över havet och antalet invånare är 40 241.
Terrängen runt Saḩāb är huvudsakligen platt, men norrut är den kuperad. Runt Saḩāb är det ganska tätbefolkat, med 56 invånare per kvadratkilometer. Närmaste större samhälle är Amman, 11,0 km nordväst om Saḩāb. Trakten runt Saḩāb är ofruktbar med lite eller ingen växtlighet.